# Edouard Silas
Pour les articles homonymes, voir Silas.
Edouard Silas est un organiste, pianiste, compositeur et pédagogue néerlandais né le 22 août 1827 à Amsterdam et mort le 8 février 1909 à Londres.

## Biographie
Edouard Silas naît le 22 août 1827 à Amsterdam,.
Il étudie avec Neher puis travaille le piano à Francfort avec Louis Lacombe entre 1839 et 1842, puis à Paris avec Friedrich Kalkbrenner. Il se perfectionne ensuite au Conservatoire de Paris, où il est élève dans la classe d'orgue de François Benoist et en composition avec Fromental Halévy. Au Conservatoire, il est lauréat d'un 1er prix d'orgue en 1849,.
En 1850, Edouard Silas s'installe en Angleterre, joue à Liverpool et fait ses débuts à Londres le 21 mai. Il devient organiste à la chapelle catholique romaine de Kingston upon Thames et se fait un nom comme professeur,.
Ami d'Hector Berlioz, il se produit en soliste à Crystal Palace le 22 mars 1852 sous la direction du compositeur français dans le Triple Concerto de Beethoven.
En 1858, Silas compose un drame sacré, Joash, sur des paroles de George Linley, qui est dédié à Berlioz et créé en 1863 au Norwich Triennial Festival.
En avril 1863, sa première symphonie, de 1852, est donnée à Londres. Sa Fantasia et son Elégie, toutes deux pour piano et orchestre et dédiées à Anton Rubinstein, sont également jouées à Londres, en 1865 et 1873 respectivement.
En 1866, sa Messe en ut majeur, op. 62, pour quatre voix et orgue, remporte un prix lors d'un concours international de musique sacrée qui s'est déroulé en Belgique.
Comme compositeur, Edouard Silas est l'auteur de trois symphonies, dont une symphonie burlesque intitulée Mr Punch's Musical Recollections (1856-66), trois concertos pour piano, deux quatuors à cordes, deux trios avec piano, de nombreuses pièces pour orgue et pour piano, ainsi que des œuvres vocales, tant profanes que sacrées,. 
Comme pédagogue, il a publié un essai sur l'harmonie (Londres, 1885) et a enseigné pendant de nombreuses années la discipline à la Guildhall School of Music et à la London Academy of Music,.
Edouard Silas meurt le 8 février 1909 à Londres,.